# 佩蒂特号护航驱逐舰
佩蒂特号护航驱逐舰（英語：USS Pettit，舷号：DE-253），是美国海军于第二次世界大战期间建造的一艘埃德索尔级护航驱逐舰，其舰名取自在霍洛岛阵亡的海军十字勋章获得者罗伯特·李·佩蒂特（Robert Lee Pettit）一等通讯兵。
该舰由佩蒂特的遗孀冠名，于1943年2月6日在德克萨斯州休斯敦布朗造船公司铺设龙骨，随后于4月28日下水。9月23日，佩蒂特号正式服役，交由威廉·B·埃利斯（William B. Ellis）少校指挥。

## 设计与装备
埃德索尔级护航驱逐舰的设计与巴克利级护航驱逐舰类似，均采用长船体并建有较高的舰桥。该级护航驱逐舰配备3英寸（76毫米）50倍径单装主炮，后续曾计划更换为5英寸（127毫米）38倍径主炮，但最终没有实际执行。该级护航驱逐舰由4台费尔班克斯-莫尔斯38D8-1/8-10内燃机提供动力，总功率最高可达6000匹马力，最高航速21节。其燃料舱可携带312吨重油，在12节航速下航程可达11000海里。此外，该级舰船还配备有较完善的侦查搜索系统，包括SL或SU水面雷达、SA对空雷达、QC声呐系统以及用于监听潜艇无线电的HF/DF天线。

## 服役历史
在大西洋完成试航调整后，佩蒂特号于1943年12月加入第20护航中队，跟随其在弗吉尼亚州诺福克外海训练船员。12月下旬，中队护送一批船团出发，最终于1944年1月2日抵达法属摩洛哥卡萨布兰卡，随后她启程返航并于1月24日抵达纽约。之后一段时间，她在蒙托克和缅因州卡斯柯湾参加训练和演习。1944年2月至1945年6月，佩蒂特号又护送多批船团由纽约出发前往欧洲，协助盟军对德作战。
德国投降后，佩蒂特号经关塔那摩湾、巴拿马运河和圣迭戈前往夏威夷，最终于7月25日抵达珍珠港。8月27日，她被派往埃内韦塔克环礁执行任务，9月3日，她顺利抵达目的地。此后直至11月，佩蒂特号都在西南太平洋各岛屿搜寻盟军幸存者。12月，她再次离开珍珠港执行气象相关任务。
1946年5月6日，佩蒂特号退役并加入美国海军预备舰队。1973年8月1日，她自美国海军除籍，随后于次年9月30日在波多黎各外海被作为靶舰击沉。

## 荣誉
佩蒂特号服役期间所获荣誉如下：
|  |  |  |
|  |  |  |

| 美国战役奖章 |                        |                        |
| 亚太战役奖章 | 欧洲-非洲-中东战役奖章 | 第二次世界大战胜利奖章 |

## 历任舰长
| 姓名       | 译名            | 军衔 | 所属军种             | 任职时间       |
| ---------- | --------------- | ---- | -------------------- | -------------- |
|            | 威廉·B·埃利斯   | 少校 | 美国海岸警卫队       | 1943年9月23日  |
|            | 伍德沃德·B·瑞克 | 上尉 | 美国海岸警卫队预备役 | 1945年2月1日   |
|            | 路易斯·A·沃尔斯 | 上尉 | 美国海岸警卫队预备役 | 1945年10月30日 |
| 参考文献： |                 |      |                      |                |